# Polo aquático na Universíada de Verão de 2021
O polo aquático na Universíada de Verão de 2021 será disputado no Centro de Pentatlo Moderno de Natação e Esgrima de Chengdu (Chengdu Modern Pentathlon Centre Swimming and Fencing Hall) e no natatório do Centro de Esportes de Xindu Xiangcheng (Xindu Xiangcheng Sports Centre Natatorium), em Chengdu, na China, entre 27 de julho e 8 de agosto de 2023.

## Calendário
| Polo aquático | Julho | Julho | Julho | Julho | Julho | Agosto | Agosto | Agosto | Agosto | Agosto | Agosto | Agosto | Agosto | Eventos |
| Polo aquático | 27    | 28    | 29    | 30    | 31    | 1      | 2      | 3      | 4      | 5      | 6      | 7      | 8      | Eventos |
| ------------- | ----- | ----- | ----- | ----- | ----- | ------ | ------ | ------ | ------ | ------ | ------ | ------ | ------ | ------- |
| Masculino     |       |       |       |       |       |        |        |        |        |        |        |        | 1      | 1       |
| Feminino      |       |       |       |       |       |        |        |        |        |        |        | 1      |        | 1       |
| Total         |       |       |       |       |       |        |        |        |        |        |        | 1      | 1      | 2       |

|  | Dia de competição |  | Dia de final |

## Medalhistas
| Evento    | Ouro | Prata | Bronze |
| --------- | ---- | ----- | ------ |
| Masculino |      |       |        |
| Feminino  |      |       |        |